# NWA 7325
西北非7325（Northwest Africa 7325，縮寫：NWA 7325），被認為是地球上已知第一顆來自水星的隕石。該隕石於2012年4月在摩洛哥厄夫的市場被購得。該隕石總共有35個碎塊，總重量約345公克。華盛頓大學的安東尼·歐文（Anthony Irving）在比對了隕石成分和信使号觀測資料後，判定該顆隕石來自水星。不過歐文也提醒NWA 7325也有可能是來自體積更小的類似水星的天體，另一個可能的解釋是NWA 7325也許是原始無球粒隕石。NWA 7325最讓人注意的就是它的綠色熔殼（Fusion crust）和高含鎂/低含鐵的組成。NWA 7325的年齡約為45.6億年，可能是因為撞擊事件使NWA 7325離開水星表面後進入與地球相交的軌道，最後落到地球。